# Председник Владе Шпаније
Председник владе Шпаније (шп. Presidente del Gobierno de España) је шеф владе Шпаније. Бира се у посланичком Конгресу, доњем дому шпанског парламента, процесом који се зове дебата за преузимање председничке дужности (шп. Debate de Investidura), а потом га на дужност именује краљ, пред ким будући председник владе полаже заклетву.
Функције председника владе Шпаније су одређене члановима 97—116 Шпанског устава из 1978. године. Основни задаци председника владе су управљање владом и координација функција чланова владе. Председник владе не може вршити ни једну другу професионалну нити трговачку активност док извршава свој у функцију шефа владе.
Тренутно, председник владе Шпаније је Педро Санчез, који је именован 2. јуна 2018. Председничка резиденција и седиште владе од 1977. године је Палата Монклоа у Мадриду.

## Избор
Избор председника владе Шпаније не врши се директно путем општих избора, већ индиректним путем, у посланичком Конгресу. Избор председника се врши након општих избора. Краљ се прво саветује са представницима посланичких група које су успеле да уђу у парламент, а затим предлаже кандидата за функцију председника владе. Према обичају, то је увек лидер странке која има већину у паламенту, или лидер већинске коалиције. Кандидат кога је предложио краљ онда излаже пред Конгресом програм владе коју намерава да оформи, и тражи поверење Конгреса. Ако Конгрес одлучи апсолутном већином да да поверење одређеном кандидату, краљ именује председника. Ако се не постигне апсолутна већина, исти предлог поново се ставља на гласање у року од 48 сати након првог и поверење се даје уколико се постигне обична већина.
Остале чланове владе именује краљ (од 1975. то је Хуан Карлос,a од 2014. Фелипе VI), а по предлогу председника владе.

## Проглашење
Након избора и именовања, одржава се церемонија проглашења у којој новоизабрани председник полаже заклетву пред краљем у пријемној сали краљевске Палате Зарзуела у присуству министра правде.

## Председници владе Шпаније од1977. до данас
Ова листа подразмева само демократски период шпанске државе и урађена је по мандатима.
| Почетак мандата    | Крај мандата       | Име                                 | Партија                                 |
| ------------------ | ------------------ | ----------------------------------- | --------------------------------------- |
| 15. јул 1976.      | 29. јануар 1981.   | Адолфо Суарез                       | Унија демократског центра               |
| 29. јануар 1981.   | 2. децембар 1982.  | Адолфо Суарез Леополдо Калво-Сотело | Унија демократског центра               |
| 2. децембар 1982.  | 4. мај 1996.       | Фелипе Гонзалес                     | Шпанска социјалистичка радничка партија |
| 4. мај 1996.       | 17. април 2004.    | Хосе Марија Азнар                   | Народна партија                         |
| 17. април 2004.    | 21. новембар 2011. | Хосе Луис Родригез Запатеро         | Шпанска социјалистичка радничка партија |
| 21. новембар 2011. | 1. јун 2018.       | Маријано Рахој                      | Народна партија                         |
| 2. јун 2018.       | Данас              | Педро Санчез                        | Шпанска социјалистичка радничка партија |